# Bandera Barbanza Arosa
La Bandera Barbanza Arosa (Bandeira Barbanza Arousa en gallego) fue una competición de remo, concretamente de traineras, que se celebró en la ensenada de Rianjo (La Coruña) en el año 2021, organizada por la Asociación de Clubes de Traineras y patrocinada por la Mancomunidad de Municipios Barbanza Arosa.

## Historia
La regata es fruto de un acuerdo entre la Asociación de Clubes de Traineras y la Mancomunidad de Municipios Barbanza Arosa, formada por los municipios de Rianjo, Boiro, La Puebla de Caramiñal y Ribeira, con el compromiso de disputar una regata, ampliable a otras 3 temporadas. En dicho acuerdo se contemplaba que la Manconidad decidiría cada año y de manera rotatoria en qué localidad se desarrollase la regata.
En la única temporada disputada, 2021, se compitió en la ensenada de Rianjo, en la ría de Arosa, siendo la primera vez que una prueba de la Liga ACT se desarrollaba en dicha localidad.
La boya de salida y meta se situó al oeste del puerto deportivo de la localidad con las calles dispuestas en dirección sur. La prueba se realizó por el sistema de tandas por calles, a cuatro largos y tres ciabogas con un recorrido de 3 millas náuticas que equivalen a 5556 metros.

## Historial
| Edición | Año  | Ganador     | Segundo     | Tercero     |
| ------- | ---- | ----------- | ----------- | ----------- |
| I       | 2021 | Donostiarra | Santurce    | Urdabai     |
| II      | 2024 | Ciérvana    | Donostiarra | Urdabai     |
| III     | 2025 | Orio        | Ciérvana    | Donostiarra |

## Palmarés
| Victorias | Club        | Años |
| --------- | ----------- | ---- |
| 1         | Donostiarra | 2021 |
| 1         | Ciérvana    | 2024 |
| 1         | Orio        | 2025 |